# Тангі Ньянзу
Тангі Ньянзу (фр. Tanguy Nianzou Kouassi; нар. 7 червня 2002, Париж, Франція) — французький футболіст, захисник іспанської «Севільї».

## Клубна кар'єра
Уродженець Парижа Тангі Ньянзу виступав за молодіжні команди «Епіне Атлетіко», «Сенар-Муассім» і «Пеі-де-Фонтенбло». У 2016 році став гравцем футбольної академії «Парі Сен-Жермен».
7 грудня 2019 дебютував в основному складі ПСЖ в матчі французької Ліги 1 проти «Монпельє».
1 липня 2020 року перейшов до «Баварії» на правах вільного агента і підписав свій перший професійний контракт.
28 листопада 2020 року дебютував за першу команду «Баварії».

## Виступи за збірні
Виступав за збірні Франції до 16, до 17 і до 18 років.
У 2019 році у складі збірної Франції до 17 років зіграв на чемпіонаті Європи та чемпіонаті світу. На обох турнірах французи дійшли до півфіналів, а на чемпіонаті світу також виграли матч за третє місце.

## Досягнення
- Чемпіон Франції (1):

«Парі Сен-Жермен»: 2019-20
- Переможець Клубного чемпіонату світу (1):

«Баварія»: 2020
- Чемпіон Німеччини (2):

«Баварія»: 2020-21, 2021-22
- Володар Суперкубка Німеччини (2):

«Баварія»: 2021, 2022
- Володар Ліги Європи (1):

«Севілья»: 2022-23